# Dyson Parody
Dyson Parody (Gibraltar, 7 augustus 1984) is een darter uit Gibraltar.

## Carrière
Parody maakte zijn debuut op televisie tijdens de World Cup of Darts 2010 waar hij samen met Dylan Duo Gibraltar vertegenwoordigde. De Gibraltarezen verloren in de eerste ronde van het Russische koppel. 
Parody heeft tussen 2010 en 2019 negen keer Gibraltar mogen vertegenwoordigen op de World Cup. Tijdens de editie van 2015 bereikte hij met zijn toenmalige teamgenoot Manuel Vilerio Gibraltar's eerste overwinning op dit toernooi door Italië te verslaan.
Tijdens de PDC Q-School van 2015 gooide Parody een 9-darter tijdens een wedstrijd tegen Paul Milford.
Parody heeft ook van zich laten horen op de PDC European Tour. Hij heeft meerdere keren meegedaan aan de Gibraltar Darts Trophy door zich te kwalificeren via de Host Nation Qualifier die kwalificatieplekken biedt voor spelers van een gastland op de European Tour. Parody maakte grote indruk tijdens de editie van 2016 waar hij de kwartfinale bereikte nadat hij wedstrijden tegen Dirk van Duijvenbode, Jelle Klaasen en Max Hopp wist te winnen. Hij verloor de kwartfinale van Michael van Gerwen maar hij liet zich wederom van een goede kant zien. Parody gooide een gemiddelde van 96.52  (tegenover een gemiddelde van 100.04 van Van Gerwen) en de wedstrijd ging door tot een beslissende elfde leg. Van Gerwen wist uiteindelijk aan het langste eind te trekken nadat Parody drie pijlen om de wedstrijd te winnen had gemist. Tijdens deze wedstrijd was Parody vaak uitbundig aan het dansen en juichen als hij een goede score gooide of een leg had gewonnen, wat door zowel spelers als scheidsrechters niet echt werd gewardeerd. Parody kreeg een boete van £350 van de Darts Regulation Authority voor zijn gedrag tijdens de wedstrijd.

## Resultaten op Wereldkampioenschappen

### WDF

#### World Cup
- 2007: Laatste 32 (verloren van Mario Robbe met 3-4)
- 2019: Laatste 64 (verloren van Kai Fan Leung met 2-4)
- 2023: Laatste 64 (verloren van Stefan Bellmont met 3-4)